# ディーコン法
ディーコン法（ディーコンほう、英: Deacon process）は塩化水素から塩素を得る方法の一つ。1874年にヘンリー・ディーコン (Henry Deacon (industrialist)) が発明し、それまでの二酸化マンガンを使う方法から取って代わられた。当時の炭酸ナトリウムの製造法であるルブラン法と組み合わせて、同法の廃棄物として生じる塩化水素から漂白用の塩素が作られたが、電解法が発達した現在では、商業的に行われることは少なくなった。

## 反応
塩化銅(II)を触媒として、400〜450℃で塩化水素と酸素とを反応させる。
{\displaystyle {\ce {4HCl + O2-> 2Cl2 + 2H2O + 28kJ/mol}}}
ディーコン法に基づき、アメリカのM.W.ケロッグ社が開発したKel-Chlor法、オランダのシェル石油が開発したShell-Chlor法、日本の三井東圧が開発したMT-Chlor法が商業的に実施された。2000年代に入り、住友化学により酸化ルテニウム(IV)を触媒とする方法が開発された。

## ルブラン-ディーコン法
19世紀当時の炭酸ナトリウムの製造法であるルブラン法は廃棄物として塩化水素が発生し、これが環境破壊の原因となっていたが、ディーコン法は塩化水素を紙や繊維の漂白に有用な塩素に変えることができ、その結果主たる生産物は炭酸ナトリウムから塩素へと変化していった。